# Battaglia di Torgau
La battaglia di Torgau venne combattuta il 3 novembre 1760 nei pressi della cittadina di Torgau in Sassonia, nell'ambito dei più ampi eventi della guerra dei sette anni: uno dei più sanguinosi scontri del conflitto, la battaglia vide l'armata del Regno di Prussia guidata dal re Federico II infliggere una sconfitta alle forze austriache comandate dal feldmaresciallo Leopold Joseph Daun.

## Antefatti
Dopo la pesante sconfitta riportata per mano delle forze congiunte austro-russe nella battaglia di Kunersdorf il 12 agosto 1759, all'inizio del 1760 la Prussia si trovava in una posizione di forte svantaggio, assalita su tutti i fronti dalla sempre più numerosa coalizione di Stati nemici. In agosto le forze austriache del feldmaresciallo Leopold Daun si lasciarono sfuggire un'ottima occasione per intrappolare e distruggere la principale armata prussiana in Slesia: in inferiorità numerica di tre a uno, l'esercito di Federico il Grande riuscì a sfuggire alla trappola dopo la sua vittoria sull'armata austriaca del generale Ernst Gideon von Laudon nella battaglia di Liegnitz il 15 agosto 1760. Nonostante questo insuccesso, mentre i prussiani rimanevano a indugiare in Slesia i loro più numerosi nemici attaccarono: i 18 000 austriaci del generale Franz Moritz von Lacy si ricongiunsero ai russi del generale Gottlieb Heinrich Totleben nei pressi di Berlino dando vita a un'armata congiunta di 35 000 uomini; mentre la guarnigione di 13 000 prussiani si asserragliava nella cittadella di Spandau, Lacy e Totleben presero Berlino il 9 ottobre facendo 3 000 prigionieri.
Nel tardo ottobre, l'armata di Daun scivolò fuori dalla Slesia e mosse verso ovest in Sassonia, dove si ricongiunse al corpo di Lacy; dopo aver ricevuto ordini perentori dal governo di Vienna di affrontare in combattimento i prussiani, Daun selezionò una posizione difensiva sulle alture di Süptitzer (Süptitzer Höhen) poco a ovest della cittadina di Torgau: il pianoro era stato utilizzato dalle forze del principe Enrico di Prussia nel 1759 ed era protetto sul lato ovest da una serie di abbattute e a sud da un piccolo ruscello. Gli austriaci si schierarono con fronte rivolto verso sud, con il corpo di Lacy posizionato nelle vicinanze di Torgau e l'armata di Daun più a ovest; insieme, le forze di Daun e Lacy ammontavano a 42 000 fanti, 10 000 cavalieri e 275 cannoni.
Federico si affrettò verso la posizione scelta da Daun raggiungendole il 3 novembre 1760; inviando le forze del generale Hans Joachim von Zieten ad attirare l'attenzione degli austriaci da sud, il sovrano stesso manovrò il corpo centrale dell'armata attorno al margine occidentale della linea nemica allo scopo di attaccarla da nord. Il corpo distaccato di Zieten ammontava a 21 battaglioni di fanteria e 54 squadroni di cavalleria, mentre Federico aveva con sé 41 battaglioni di fanteria e 48 squadroni di cavalleria; in totale, i prussiani mettevano in campo 35 000 fanti, 13 500 cavalieri e 309 pezzi d'artiglieria.

## La battaglia

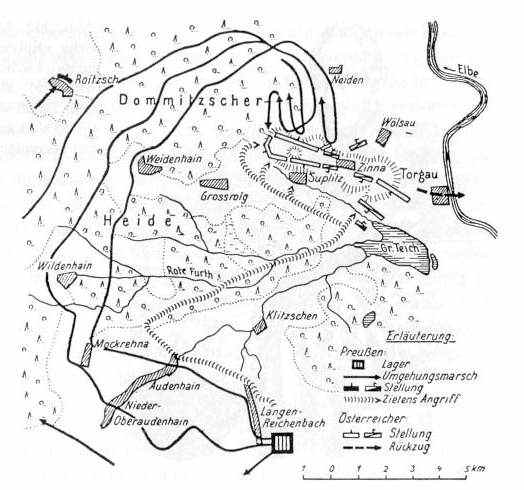
Schema della battaglia

A mezzogiorno l'armata principale di Federico stava ancora arrancando nei boschi a nord della posizione di Daun; nello stesso tempo, l'avanguardia della forza di Zieten si imbatté in un'unità di Grenzer croati, parte del corpo di Lacy: ciò mise in allarme Daun che si affrettò a spostare la sua prima linea verso il lato nord delle alture. Poco dopo un duello di artiglieria si aprì tra le forze di Zieten e Lacy; sentendo il rumore delle cannonate e timoroso che Zieten potesse finire annientato a causa della sua inferiorità numerica, Federico decise di lanciare subito un attacco prematuro con dieci battaglioni scelti di granatieri: il fuoco concentrato dell'artiglieria e dei moschetti austriaci inflisse ben presto 5 000 perdite ai prussiani nello spazio di una mezz'ora.
Quando il corpo centrale della fanteria prussiana giunse infine sul luogo dello scontro, fu subito spedito in un attacco in salita verso le posizioni austriache, spingendo Daun a impiegare la sua riserva per fronteggiare e infine respingere questo secondo attacco; la cavalleria prussiana tentò di sfondare la linea nemica, ma fu anch'essa respinta. Una pallottola giunta al limite della sua traiettoria colpì lo stesso Federico al petto, obbligandolo a ritirarsi verso il villaggio di Elsnig con notevole difficoltà: qui il re passò la notte seduto sull'altare della chiesa locale, in attesa di notizie dal campo di battaglia. Anche Daun rimase ferito a un piede e verso il tramonto dovette recarsi a Torgau per essere medicato; il comandante austriaco era tuttavia talmente convinto di aver riportato la vittoria da inviare il generale Charles Flynn a recapitare un dispaccio annunciante il successo alla stessa imperatrice Maria Teresa d'Austria a Vienna.
Il corso della battaglia cambiò verso il tramonto, quando la colonna di Zieten, fino a quel momento infruttuosamente scontratasi con le forze di Lacy, lanciò un massiccio assalto finale. Ruotando il suo corpo verso ovest, il prussiano individuò una strada non presidiata tra due stagni e inoltrò cinque battaglioni attraverso questo varco; Zieten rinforzò poi questa avanguardia con il grosso della sua fanteria, riuscendo ben presto ad assicurarsi un punto d'appoggio in cima alle alture. Informato del progresso di Zieten, il tenente generale J. D. von Hülsen lanciò i superstiti del corpo principale prussiano in un attacco frontale: presi contemporaneamente da nord e da sud, le linee austriache iniziarono finalmente a sgretolarsi.
Gli uomini di Zieten catturarono l'artiglieria austriaca e girarono i cannoni facendo fuoco sui loro precedenti proprietari, che tentarono due volte senza successo di riprendere la loro batteria; entro le 21:00 la battaglia ebbe termine con i prussiani saldamente insediati sulle alture prima occupate dagli austriaci.

## Conseguenze
Lo scontro fu molto sanguinoso: i prussiani ammisero la perdita di 16 670 uomini tra morti e feriti, mentre l'armata austriaca lamentò la perdita di 11 697 uomini tra cui 7 000 presi prigionieri oltre a 49 cannoni catturati dal nemico.
La battaglia in sé decise poco in termini strategici: gli austriaci di Daun continuarono a mantenere il controllo di Dresda e del sud della Sassonia, mentre l'armata di Laudon fu in grado di acquartierarsi per l'inverno in Slesia. Lo scontro lasciò entrambe le parti esauste: dopo aver subito più perdite di quante ne avesse inflitte al nemico, l'esercito prussiano era severamente indebolito, ma senza la prospettiva di una vittoria decisiva e con una continua diminuzione delle sue risorse finanziarie anche l'Austria stava perdendo molto del suo potenziale offensivo; dopo la campagna del 1760, gli austriaci dovettero ridurre la forza delle loro armate, lasciando loro poche possibilità di battere i prussiani senza l'aiuto della Russia, la quale si sarebbe poi ritirata dal conflitto nel 1762.